# Pyropteron (Synansphecia) leucomelaena
Pyropteron (Synansphecia) leucomelaena is een vlinder uit de familie wespvlinders (Sesiidae), onderfamilie Sesiinae.
Pyropteron (Synansphecia) leucomelaena is voor het eerst wetenschappelijk beschreven door Zeller in 1847. De soort komt voor in het Palearctisch gebied.